# Nagia proselytis
Nagia proselytis är en fjärilsart som beskrevs av George Francis Hampson 1926. Nagia proselytis ingår i släktet Nagia och familjen nattflyn. Inga underarter finns listade i Catalogue of Life.